# فونتگناند
فونتگناند (به فرانسوی: Fontguenand) یک کمون در فرانسه است که در اندر واقع شده‌است.. فونتگناند ۱۸٫۲۴ کیلومتر مربع مساحت و ۳۲۶ نفر جمعیت دارد و ۱۰۰ متر بالاتر از سطح دریا واقع شده‌است.